# Giro d’Italia 2022/15. Etappe
Die 15. Etappe des Giro d’Italia 2022 fand am 22. Mai 2022 statt und führte die Fahrer zum ersten Mal im Rahmen der 105. Austragung des italienischen Etappenrennens in die Alpen. Von Rivarolo Canavese aus ging es über 177 Kilometer und 3980 Höhenmeter hinauf zur Bergankunft nach Cogne in den Ortsteil Lillaz (1611 m). Im Ziel hatten die Fahrer insgesamt 2561,2 Kilometer absolviert, was 74,3 % der Gesamtdistanz der Rundfahrt entsprach. Die Organisatoren bewerteten die Schwierigkeit der Etappe mit vier von fünf Sternen (alta difficoltà).
Nach der Etappe wurde am 23. Mai der dritte und letzte Ruhetag in Salò abgehalten.

## Streckenführung
Der neutralisierte Start erfolgte in Rivarolo Canavese auf der Via Ivrea nahe der Piazza Massoglia. Anschließend machte die Strecke eine Schleife in der Innenstadt und verließ Rivarolo Canavese über die SP222.
Der offizielle Start erfolgte nach 4,6 gefahrenen Kilometern auf der SP51 kurz nach Ozegna. Nun ging es in Richtung Norden nach Ivrea, von wo aus die Fahrer wenig später bei Pont-Saint-Martin das Aostatal erreichten. Hier führte die Strecke durch Verrès, Saint-Vincent und vorbei am Castello di Fénis nach Pollein, wo nach 90,2 Kilometern der erste Zwischensprint ausgefahren wurde. Wenig später folgte bei Pont Suaz (567 m), im Süden von Aosta, der Einstieg zur ersten Bergwertung. Diese führte nach Plia und wurde bei der Residence Les Fleurs (1421 m) nach 104,7 gefahrenen Kilometern abgenommen. Der Anstieg der 1. Kategorie führte über 12,3 Kilometer und wies eine durchschnittliche Steigung von 6,9 % auf. Die anschließende Abfahrt führte zurück nach Aosta (602 m), ehe eine weitere Bergwertung der 1. Kategorie nach Verrogne (1582 m) folgte. Diese war 13,8 Kilometer lang bei einer durchschnittlichen Steigung von 7,1 % und wurde 136,9 Kilometer nach dem Start überquert. Nach der Abfahrt passierten die Fahrer das Castello di Sarre und gelangten nach Aymavilles (650 m), den Einstiegsort der Schlusssteigung.
Der Schlussanstieg nach Cogne/Lillaz (1611 m), führte über 22,4 Kilometer und wies eine durchschnittliche Steigung von gerade einmal 4,3 % auf. Dies lag daran, dass speziell der obere Teil des Anstiegs relativ flach verlief. Nach den ersten fünf Kilometern (Steigung von 6,8 %) folgte eine kurze Zwischenabfahrt, ehe die nächsten drei Kilometer mit 7,1 % bergauf führten. Ab Vieyes, das rund 13 Kilometer vor dem Ziel erreicht wurde, nahm die Steigung ab und stieg im Schnitt nicht mehr über 4 % an. 3,2 Kilometer vor dem Ziel wurde im Zentrum von Cogne der zweite Zwischensprint ausgetragen.
|                            | Ort               | Kilometer | Länge (km) | Höhe (m) | Ø Steigung | max. Steigung |
| -------------------------- | ----------------- | --------- | ---------- | -------- | ---------- | ------------- |
| neutraler Start            | Rivarolo Canavese | −4,6      |            |          |            |               |
| offizieller Start          | Ozegna            | 0         |            |          |            |               |
| Zwischensprint             | Pollein           | 90,2      |            |          |            |               |
| Bergwertung (1. Kategorie) | Pila - Les Fleurs | 104,7     | 12,3       | 1421     | 6,9 %      | 15 %          |
| Bergwertung (1. Kategorie) | Verrogne          | 136,9     | 13,8       | 1582     | 7,1 %      | 14 %          |
| Zwischensprint             | Cogne (Zentrum)   | 173,8     |            |          |            |               |
| Bergwertung (1. Kategorie) | Cogne (Lillaz)    | 177       | 22,4       | 1611     | 4,3 %      | 11 %          |
| Ziel                       | Cogne (Lillaz)    | 177       |            |          |            |               |

## Rennverlauf und Ergebnis
Wie bereits auf der vorangegangenen Etappe waren auch am 15. Abschnitt, die Positionen in der Ausreißergruppe stark umkämpft. Die Hektik in der Anfangsphase führt auch zu einem Sturz nach erst fünf gefahrenen Kilometern, in den auch der Träger des Rosa Trikots, Richard Carapaz (Ineos Grenadiers) involviert war. Auch Guillaume Martin (Cofidis), Simon Yates (Team BikeExchange-Jayco) und Fernando Gaviria (UAE Team Emirates) kamen zu Fall, konnten das Rennen jedoch wie der Gesamtführende wieder aufnehmen. Nach 37 Kilometer bildete sich eine Fluchtgruppe mit Andrea Vendrame (AG2R Citroën Team), Anthony Perez (Cofidis), Sylvain Moniquet (Lotto Soudal) und Alessandro Tonelli (Bardiani CSF Faizanè). Wenig später stieß auch Lennard Kämna (Bora-hansgrohe) zu dem Quartett hinzu. Im Hauptfeld blieb das Tempo jedoch hoch und die Spitzengruppe wurde 117 Kilometer vor dem Ziel wieder gestellt. In einer kurzen Steigung vor Fenis, rund 100 Kilometer vor dem Ziel, lösten sich fünf Fahrer aus dem Hauptfeld. Dahinter formierte sich eine weitere Ausreißergruppe mit 20 Fahrern, die 96 Kilometer vor dem Ziel zur Spitze des Rennens aufschloss. Während vereinzelt weitere Fahrer zu den Ausreißern aufschließen konnten, setzte sich Dries De Bondt (Alpecin-Fenix) beim ersten Zwischensprint vor Julius van den Berg (EF Education-EasyPost) und Nicolas Prodhomme (AG2R Citroën) durch. Die endgültige Spitzengruppe bildete sich schließlich am Fuße der ersten Bergwertung, rund 82 Kilometer vor dem Ziel, und beinhaltete 28 Fahrer. In der Gruppe vertreten waren folgende Fahrer (geordnet nach dem Stand des besten Fahrers im Gesamtklassement): Thymen Arensman, Martijn Tusveld, Nico Denz (alle Team DSM), Bauke Mollema, Giulio Ciccone (beide Trek-Segafredo), Sam Oomen, Koen Bouwman, Gijs Leemreize (alle Jumbo-Visma), Hugh Carthy, Merhawi Kudus, Julius van den Berg (alle EF Education-EasyPost), Santiago Buitrago (Bahrain Victorious), Mikaël Chérel, Nicolas Prodhomme (beide AG2R Citroën), Iván Sosa, Antonio Pedrero, José Joaquín Rojas (alle Movistar Team), Luca Covili (Bardiani CSF Faizanè), Davide Formolo, Rui Costa (beide UAE Team Emirates), Harold Tejada, David de la Cruz (beide Astana Qazaqstan Team), Mathieu van der Poel, Dries de Bondt (beide Alpecin-Fenix), Rémy Rochas (Cofidis), Erik Fetter (Eolo-Kometa Cycling Team), Natnael Tesfatsion (Drone Hopper-Androni Giocattoli) und Lawson Craddock (BikeExchange-Jayco). Im Hauptfeld übernahmen die Mannschaft Ineos Grenadiers die Tempoarbeit für den Gesamtführenden Richard Carapaz und der Vorsprung der Spitzengruppe wuchs rasch auf rund vier Minuten an.
Bereits im ersten Anstieg fielen mit Julius van den Berg und Lawson Craddock die ersten Fahrer aus der Fluchtgruppe zurück. Vier Kilometer vor der Bergwertung griff Koen Bouwman an und passierte die Bergwertung der 1. Kategorie in Pila allein. Der Niederländer hatte das Bergtrikot bereits auf der 8. und 9. Etappe getragen und schob sich dank der 40 Punkte wieder an die Spitze der Wertung. Dahinter holten Natnael Tesfatsion und Nico Denz die weiteren Punkte. In der Abfahrt schlossen Mathieu van der Poel und Martijn Tusveld zu Koen Bouwman auf. Das Trio hatte bei der Einfahrt in den zweiten Anstieg des Tages nach Verrogne (1. Kategorie) einen Vorsprung von rund einer Minute auf ihre ehemaligen Fluchtgefährten. Im Zweiten Anstieg zerfiel die ursprüngliche Ausreißergruppe und Giulio Ciccone, Santiago Buitrago und Antonio Pedrero schlossen zur Spitze des Rennens auf, während Koen Bouwman aus dieser zurückfiel. Giulio Ciccone schlug anschließend ein hohes Tempo an dem zunächst Mathieu van der Poel und später Martijn Tusveld nicht folgen konnten. Rund 40 Kilometer vor dem Ziel überquerte Giulio Ciccone die Bergwertung in Verrogne als erster vor Santiago Buitrago, Antonio Pedrero und Hugh Carthy, der kurz vor der Kuppe zu dem neuen Spitzentrio aufschließen hatte können. Mit wenigen Sekunden Rückstand folgte Rui Costa, der auf der anschließenden Abfahrt gemeinsam mit Martijn Tusveld ebenfalls den Sprung in die Spitzengruppe schaffte. Im stark reduzierten Hauptfeld bestimmten unterdessen weiterhin das Team Ineos Grenadiers das Tempo und ließen Guillaume Martin fahren, der rund 43 Kilometer vor dem Ziel angriff. Der Franzose überquerte den zweiten Anstieg des Tages mit einem Vorsprung von einer Minute auf das Hauptfeld, dessen Rückstand auf die Spitzengruppe auf über fünf Minuten angewachsen war.

Auf dem langen Schlussanstieg nach Cogne kam es in der Spitzengruppe bereits früh zu den ersten Angriffen. 19 Kilometer vor dem Ziel löste sich Giulio Ciccone schließlich von seinen Begleitern und fuhr Solo zu seinem insgesamt dritten Giro-d’Italia-Sieg. Mit eineinhalb Minuten Rückstand erreichte Santiago Buitrago das Ziel, gefolgt von Antonio Pedrero. Die Bonussekunden, die 3,2 Kilometer vor dem Ziel beim zweiten Zwischensprint im Zentrum von Cogne vergeben wurden, gingen an dieselben Fahrer, in derselben Reihenfolge. Guillaume Martin erreichte das Ziel als zehnter mit einem Rückstand von über sechs Minuten und fuhr rund eineinhalb Minuten auf die anderen Gesamtklassement-Fahrer heraus, die das Ziel geschlossen um Richard Carapaz, den Mann in Rosa, erreichten. Damit verbesserte sich der Franzose in der Gesamtwertung und schob sich auf den 10. Rang. In der Bergwertung holte Koen Bouwman das Blaue Trikot von Diego Rosa (Eolo-Kometa) zurück und hatte nun einen Vorsprung von 17 Punkten auf den Italiener. Das Nachwuchstrikot blieb bei João Almeida (UAE Team Emirates) und Arnaud Démare (Groupama-FDJ) behielt das Violette Trikot des Besten in der Punktewertung. Als einziger Fahrer erreichte Valerio Conti (Astana Qazaqstan) das Ziel nicht und musste die Italien-Rundfahrt verlassen.
| \| Etappenergebnis \| Etappenergebnis \| Etappenergebnis \| Etappenergebnis \| Etappenergebnis \| \| Fahrer \| Fahrer \| Land \| Team \| Zeit \| \| --------------- \| ------------------ \| ---------------------- \| ------------------------------- \| --------------- \| \| 1. \| Giulio Ciccone \| Italien \| Trek-Segafredo \| 4 h 37 min 41 s \| \| 2. \| Santiago Buitrago \| Kolumbien \| Bahrain Victorious \| + 1 min 31 s \| \| 3. \| Antonio Pedrero \| Spanien \| Movistar Team \| + 2 min 19 s \| \| 4. \| Hugh Carthy \| Vereinigtes Königreich \| EF Education-EasyPost \| + 3 min 09 s \| \| 5. \| Martijn Tusveld \| Niederlande \| Team DSM \| + 4 min 36 s \| \| 6. \| Luca Covili \| Italien \| Bardiani CSF Faizanè \| + 5 min 08 s \| \| 7. \| Natnael Tesfatsion \| Eritrea \| Drone Hopper-Androni Giocattoli \| + 5 min 27 s \| \| 8. \| Bauke Mollema \| Niederlande \| Trek-Segafredo \| + 5 min 27 s \| \| 9. \| Gijs Leemreize \| Niederlande \| Jumbo-Visma \| + 5 min 27 s \| \| 10. \| Guillaume Martin \| Frankreich \| Cofidis \| + 6 min 06 s \| |                    |                        |                                 |                 |
| |                    |                        |                                 |                 |
| Quelle: ProCyclingStats |                    |                        |                                 |                 |
| Etappenergebnis |                    |                        |                                 |                 |
| Fahrer | Fahrer             | Land                   | Team                            | Zeit            |
| 1. | Giulio Ciccone     | Italien                | Trek-Segafredo                  | 4 h 37 min 41 s |
| 2. | Santiago Buitrago  | Kolumbien              | Bahrain Victorious              | + 1 min 31 s    |
| 3. | Antonio Pedrero    | Spanien                | Movistar Team                   | + 2 min 19 s    |
| 4. | Hugh Carthy        | Vereinigtes Königreich | EF Education-EasyPost           | + 3 min 09 s    |
| 5. | Martijn Tusveld    | Niederlande            | Team DSM                        | + 4 min 36 s    |
| 6. | Luca Covili        | Italien                | Bardiani CSF Faizanè            | + 5 min 08 s    |
| 7. | Natnael Tesfatsion | Eritrea                | Drone Hopper-Androni Giocattoli | + 5 min 27 s    |
| 8. | Bauke Mollema      | Niederlande            | Trek-Segafredo                  | + 5 min 27 s    |
| 9. | Gijs Leemreize     | Niederlande            | Jumbo-Visma                     | + 5 min 27 s    |
| 10. | Guillaume Martin   | Frankreich             | Cofidis                         | + 6 min 06 s    |

## Gesamtstände
| \| Gesamtwertung \| Gesamtwertung \| Gesamtwertung \| Gesamtwertung \| Gesamtwertung \| \| Fahrer \| Fahrer \| Land \| Team \| Zeit \| \| ------------- \| ------------------ \| ------------- \| ---------------------------------- \| ---------------- \| \| 1. \| Richard Carapaz \| Ecuador \| Ineos Grenadiers \| 63 h 06 min 57 s \| \| 2. \| Jai Hindley \| Australien \| Bora-Hansgrohe \| + 7 s \| \| 3. \| João Almeida \| Portugal \| UAE Team Emirates \| + 30 s \| \| 4. \| Mikel Landa \| Spanien \| Bahrain Victorious \| + 59 s \| \| 5. \| Domenico Pozzovivo \| Italien \| Intermarché-Wanty-Gobert Matériaux \| + 1 min 01 s \| \| 6. \| Pello Bilbao \| Spanien \| Bahrain Victorious \| + 1 min 52 s \| \| 7. \| Emanuel Buchmann \| Deutschland \| Bora-Hansgrohe \| + 1 min 58 s \| \| 8. \| Vincenzo Nibali \| Italien \| Astana Qazaqstan Team \| + 2 min 58 s \| \| 9. \| Juan Pedro López \| Spanien \| Trek-Segafredo \| + 4 min 04 s \| \| 10. \| Guillaume Martin \| Frankreich \| Cofidis \| + 8 min 02 s \| |                    |             |                                    |                  |
| |                    |             |                                    |                  |
| Quelle: ProCyclingStats |                    |             |                                    |                  |
| Gesamtwertung |                    |             |                                    |                  |
| Fahrer | Fahrer             | Land        | Team                               | Zeit             |
| 1. | Richard Carapaz    | Ecuador     | Ineos Grenadiers                   | 63 h 06 min 57 s |
| 2. | Jai Hindley        | Australien  | Bora-Hansgrohe                     | + 7 s            |
| 3. | João Almeida       | Portugal    | UAE Team Emirates                  | + 30 s           |
| 4. | Mikel Landa        | Spanien     | Bahrain Victorious                 | + 59 s           |
| 5. | Domenico Pozzovivo | Italien     | Intermarché-Wanty-Gobert Matériaux | + 1 min 01 s     |
| 6. | Pello Bilbao       | Spanien     | Bahrain Victorious                 | + 1 min 52 s     |
| 7. | Emanuel Buchmann   | Deutschland | Bora-Hansgrohe                     | + 1 min 58 s     |
| 8. | Vincenzo Nibali    | Italien     | Astana Qazaqstan Team              | + 2 min 58 s     |
| 9. | Juan Pedro López   | Spanien     | Trek-Segafredo                     | + 4 min 04 s     |
| 10. | Guillaume Martin   | Frankreich  | Cofidis                            | + 8 min 02 s     |

| Punktewertung | Punktewertung        | Punktewertung          | Punktewertung                   | Punktewertung |
| Fahrer        | Fahrer               | Land                   | Team                            | Punkte        |
| ------------- | -------------------- | ---------------------- | ------------------------------- | ------------- |
| 1.            | Arnaud Démare        | Frankreich             | Groupama-FDJ                    | 238 P.        |
| 2.            | Mark Cavendish       | Vereinigtes Königreich | Quick-Step Alpha Vinyl          | 121 P.        |
| 3.            | Fernando Gaviria     | Kolumbien              | UAE Team Emirates               | 117 P.        |
| 4.            | Mathieu van der Poel | Niederlande            | Alpecin-Fenix                   | 91 P.         |
| 5.            | Alberto Dainese      | Italien                | Team DSM                        | 81 P.         |
| 6.            | Phil Bauhaus         | Deutschland            | Bahrain Victorious              | 72 P.         |
| 7.            | Filippo Tagliani     | Italien                | Drone Hopper-Androni Giocattoli | 70 P.         |
| 8.            | Simone Consonni      | Italien                | Cofidis                         | 67 P.         |
| 9.            | Thomas De Gendt      | Belgien                | Lotto-Soudal                    | 53 P.         |
| 10.           | Richard Carapaz      | Ecuador                | Ineos Grenadiers                | 42 P.         |

| Bergwertung | Bergwertung        | Bergwertung | Bergwertung                     | Bergwertung |
| Fahrer      | Fahrer             | Land        | Team                            | Punkte      |
| ----------- | ------------------ | ----------- | ------------------------------- | ----------- |
| 1.          | Koen Bouwman       | Niederlande | Jumbo-Visma                     | 109 P.      |
| 2.          | Diego Rosa         | Italien     | Eolo-Kometa                     | 92 P.       |
| 3.          | Jai Hindley        | Australien  | Bora-Hansgrohe                  | 62 P.       |
| 4.          | Giulio Ciccone     | Italien     | Trek-Segafredo                  | 58 P.       |
| 5.          | Richard Carapaz    | Ecuador     | Ineos Grenadiers                | 56 P.       |
| 6.          | Natnael Tesfatsion | Eritrea     | Drone Hopper-Androni Giocattoli | 44 P.       |
| 7.          | Lennard Kämna      | Deutschland | Bora-Hansgrohe                  | 43 P.       |
| 8.          | Bauke Mollema      | Niederlande | Trek-Segafredo                  | 40 P.       |
| 9.          | Wilco Kelderman    | Niederlande | Bora-Hansgrohe                  | 36 P.       |
| 10.         | Wout Poels         | Niederlande | Bahrain Victorious              | 27 P.       |

| Nachwuchswertung | Nachwuchswertung  | Nachwuchswertung | Nachwuchswertung       | Nachwuchswertung  |
| Fahrer           | Fahrer            | Land             | Team                   | Zeit              |
| ---------------- | ----------------- | ---------------- | ---------------------- | ----------------- |
| 1.               | João Almeida      | Portugal         | UAE Team Emirates      | 67 h 07 min 27 s  |
| 2.               | Juan Pedro López  | Spanien          | Trek-Segafredo         | + 3 min 34 s      |
| 3.               | Thymen Arensman   | Niederlande      | Team DSM               | + 11 min 17 s     |
| 4.               | Santiago Buitrago | Kolumbien        | Bahrain Victorious     | + 15 min 50 s     |
| 5.               | Pavel Sivakov     | Frankreich       | Ineos Grenadiers       | + 25 min 07 s     |
| 6.               | Luca Covili       | Italien          | Bardiani CSF Faizanè   | + 34 min 56 s     |
| 7.               | Iván Sosa         | Kolumbien        | Movistar Team          | + 53 min 20 s     |
| 8.               | Mauri Vansevenant | Belgien          | Quick-Step Alpha Vinyl | + 58 min 37 s     |
| 9.               | Gijs Leemreize    | Niederlande      | Jumbo-Visma            | + 1 h 02 min 13 s |
| 10.              | Wadim Pronski     | Kasachstan       | Astana Qazaqstan Team  | + 1 h 06 min 27 s |

| Mannschaftswertung | Mannschaftswertung                 | Mannschaftswertung           | Mannschaftswertung |
| Team               | Team                               | Land                         | Zeit               |
| ------------------ | ---------------------------------- | ---------------------------- | ------------------ |
| 1.                 | Bora-Hansgrohe                     | Deutschland                  | 189 h 24 min 11 s  |
| 2.                 | Bahrain Victorious                 | Bahrain                      | + 1 min 02 s       |
| 3.                 | Intermarché-Wanty-Gobert Matériaux | Belgien                      | + 11 min 49 s      |
| 4.                 | Trek-Segafredo                     | Vereinigte Staaten           | + 28 min 53 s      |
| 5.                 | Ineos Grenadiers                   | Vereinigtes Königreich       | + 48 min 48 s      |
| 6.                 | Astana Qazaqstan Team              | Kasachstan                   | + 1 h 00 min 26 s  |
| 7.                 | UAE Team Emirates                  | Vereinigte Arabische Emirate | + 1 h 09 min 50 s  |
| 8.                 | BikeExchange-Jayco                 | Australien                   | + 1 h 13 min 07 s  |
| 9.                 | Jumbo-Visma                        | Niederlande                  | + 1 h 15 min 12 s  |
| 10.                | Movistar Team                      | Spanien                      | + 1 h 27 min 39 s  |

## Ausgeschiedene Fahrer
- Valerio Conti (Astana Qazaqstan Team): während der Etappe aufgegeben[4]